# جيورجي جيورجييف
جيورجي جيورجييف (بالبلغارية: Георги Георгиев) هو لاعب كرة بلغاري ولد في عام 1988 في شومين، ويلعب في مركز حارس المرمى مع نادي سلافيا صوفيا ومع منتخب بلغاريا لكرة القدم.

## وصلات خارجية
- جيورجي جيورجييف على موقع الاتحاد الأوربي (الإنجليزية)
- جيورجي جيورجييف على موقع قاعدة بيانات كرة القدم.إي يو (الإنجليزية)
- جيورجي جيورجييف على موقع ناشيونال فوتبول تيمز (الإنجليزية)
- جيورجي جيورجييف على موقع Soccerway.com (الإنجليزية)